# نيك كولينز
نيك كولينز (بالإنجليزية: Nick Collins)‏ (7 سبتمبر 1911 المملكة المتحدة - 1 يناير 1990) هو لاعب كرة قدم بريطاني سابق كان يلعب كمدافع.